# Новогодний салют в Сиднее
Новогодний салют в Сиднее — ежегодное праздничное мероприятие, проводимое в канун Нового года в австралийском Сиднее.
Празднование наступающего Нового года в Сиднее начинается в 20:30 и заканчивается в 0:30 по австралийскому времени. Главным зрелищем являются два пиротехнических представления над мостом Харбор-Бридж через залив Порт-Джэксон. Первый новогодний салют называется семейным и начинается в 21:00, залпы второго — полуночного салюта, который транслируется средствами массовой информации по всей стране, озаряют ночной Сидней с наступлением Нового года.

## История
В 1976 году городской комитет Сиднея решил воссоздать на основе проводившегося с 1956 года фестиваля  Waratah Festival новый — Сиднейский фестиваль. На первом заседании его программного комитета было решено давать старт этому новому фестивалю праздничным фейерверком в канун Нового года. Стивен Холл, исполнительный директор фестиваля в 1977—1994 годах, взял на себя организацию этого праздничного мероприятия. Мост Харбор-Бридж был выбран в качестве площадки для фейерверка под впечатлением от фейерверков над нью-йоркским Бруклинским мостом по случаю его 100-летия в 1983 году.
Пиротехник Сид Ховард обеспечил техническую часть для постановки фейерверка в Сиднейской гавани. Первый праздничный салют состоялся в 1986 году на праздновании 75-й годовщины Королевского австралийского флота. Фейерверк в канун Нового года над Харбор-Бридж проводится с 1996 года. Сиднейский новогодний салют — первое по времени масштабное пиротехническое представление в новогоднюю ночь и обязательно появляется в международной хронике наступления Нового года.
- Новогодние фейерверки
- 2004—2005
- 2007—2008
- 2008—2009
- 2018—2019